# Ciídeos
Os ciídeos são pequenos besouros (comprimento de 1mm a 5mm) que vivem em corpos-de-frutificação de macrofungos, principalmente aqueles conhecidos vulgarmente como fungos orelha-de-pau. A maior parte dos ciídeos (mais de 95% das espécies descritas) é comprovadamente micetobionte (tanto larvas quanto adultos dependem exclusivamente do fungo como abrigo e alimento). Há registros de coleta de espécies ápteras ou micrópteras em serapilheira e embaixo de troncos de árvores (Lopes-Andrade 2007a). Porém, pouco se sabe se essas espécies não-volantes vivem associadas a microfungos desses habitats ou se somente foram encontradas neles enquanto dispersavam entre corpos-de-frutificação de macrofungos.

## Sistemática
Atualmente, há cerca de 640 espécies descritas de besouros ciídeos, em 42 gêneros (Lawrence & Lopes-Andrade 2008). Ainda não há um consenso sobre a classificação supragenérica da família. Duas sub-famílias são reconhecidas: Sphindociinae e Ciinae. Sphindociinae é monospecífica e ocorre somente na Califórnia (EUA). Ciinae é cosmopolita, e dividida nas tribos Ciini, Orophiini e Xylographellini. As duas primeiras tribos têm distribuição mundial, enquanto Xylographellini é basicamente tropical.
Na região Neotropical ocorrem mais de 150 espécies de ciídeos, e pelo menos 50 delas já foram encontradas no Brasil. Contudo, o número de espécies de ciídeos neotropicais é certamente muito superior. Há dezenas de espécies novas em fase de descrição, e outras centenas em coleções científicas de instituições brasileiras e estrangeiras. Porém, há poucos taxônomos trabalhando com esse grupo de besouros, restringindo os avanços na área. Essa situação não é única: é só um reflexo da banalização e desvalorização da Taxonomia frente a outras áreas da Biologia.

## Morfologia de adultos
Os adultos de Ciidae podem ser reconhecidos pela combinação das seguintes características: corpo convexo; élitros recobrindo todo o dorso do abdômen; cada palpo maxilar com quatro palpômeros; cada palpo labial com três palpômeros; cada antena com 8 a 10 antenômeros; clava antenal com três artículos; cada artículo da clava antenal com no mínimo quatro agrupamentos de sensilas (sensilíferos); fórmula tarsal 4-4-4; cinco ventritos abdominais expostos. Os machos geralmente possuem uma marca sexual no primeiro ventrito abdominal, que é provavelmente de natureza glandular. Sphindocis denticollis Fall não possui algumas dessas características, mas essa espécie não ocorre no Brasil.

## Interações entre ciídeos e fungos
A família Ciidae é reconhecidamente o grupo de micetobiontes mais diverso e abundante, representando grande parte da biodiversidade e biomassa de insetos presentes em fungos orelha-de-pau. Praticamente, todos os basidiocarpos de quase todas as espécies de orelha-de-pau (Polyporaceae sensu lato) são explorados por ciídeos.  Os ciídeos colonizam os basidiocarpos quando estes estão se desenvolvendo ou no início da fase de degradação dos fungos (após a esporulação).  A grande maioria dos ciídeos vive em fungos Aphyllophorales (Schizophyllaceae, Stereaceae, Polyporaceae, Ganodermataceae, Hymenochaetaceae), e alguns poucos em Agaricales (Pleurotaeae, Tricholomataceae, Bolbitiaceae). Porém, o gênero Orthocis Casey vive, principalmente, em fungos da família Auriculariaceae (Auriculariales).
Os dados sobre a dispersão de ciídeos são esparsos e inconclusivos. Alguns autores demonstraram que os ciídeos são atraídos por substâncias voláteis exaladas pelos basidiocarpos, e que as espécies de Ciidae apresentariam diferentes graus de resposta a esses voláteis.

## Ecologia e Biologia da Conservação

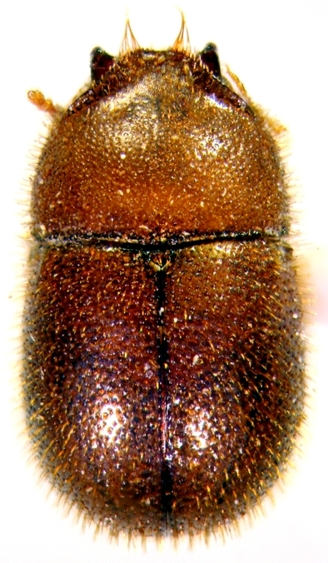
Falsocis brasiliensis Lopes-Andrade.

Como conseqüência da sua dependência por fungos, os ciídeos são afetados por quaisquer modificações ambientais que interfiram na disponibilidade de corpos-de-frutificação de macrofungos coriáceos (Thunes et al. 1999). Isto ocorre quando há alterações nas condições necessárias para o desenvolvimento desses fungos, ou quando diminui a qualidade ou quantidade de substrato onde esses fungos poderiam se desenvolver. Muitos ciídeos são restritos à vegetação primária, não ocorrendo em vegetações secundárias ou áreas abertas alteradas (Almeida & Lopes-Andrade 2004). Isto ocorre mesmo quando estas áreas se encontram próximas a áreas extremamente bem preservadas, e mesmo quando há muita disponibilidade de fungos. Outros ciídeos só ocorrem em mata fechada, como é o caso de Falsocis brasiliensis (Lopes-Andrade 2007b). Se os ciídeos não consumirem os corpos-de-frutificação, ocorre o acúmulo gradativo dessas estruturas e a indisponibilidade de diversos nutrientes importantes aos sistemas florestais (Rukke 2000; Thunes et al. 1999). Pouco se sabe sobre o comportamento de colonização de fungos por ciídeos, mas provavelmente o primeiro indivíduo a chegar em uma orelha-de-pau libera feromônio sexual ou de agregação (Lopes-Andrade et al. 2003)
Pelo menos uma espécie de ciídeo, Falsocis brasiliensis, está comprovadamente em risco de extinção. Esta espécie ocorre somente em pequenos fragmentos florestais de Mata Atlântica do sudeste e nordeste do Brasil (Lopes-Andrade 2007b). Só há um registro de ocorrência da espécie em área de preservação ambiental, no município de Jussari, Bahia. Os demais registros são para fragmentos florestais não-protegidos, todos circundados por área urbana ou rural em expansão.

## Serviços ambientais
Como consequência de seus hábitos alimentares, os ciídeos constituem uma importante guilda de detritívoros em ecossistemas florestais, principalmente nos trópicos. Apesar da biomassa movimentada por esses organismos ser pequena quando comparada com a de outros grupos de artrópodes, ela possui uma concentração muito grande de elementos importantes (por exemplo, nitrogênio). Quaisquer tipos de alterações ambientais que interfiram na colonização e no desenvolvimento de ciídeos nos basidiocarpos irá interferir diretamente no processo de ciclagem de nutrientes. Os basidiocarpos que não são colonizados por ciídeos persistem na natureza por um tempo muito maior. Nesses casos, os elementos acumulados nessas estruturas reprodutivas ficam indisponíveis a outros organismos, até que processos naturais mais lentos degradem essas estruturas.

## Importância econômica

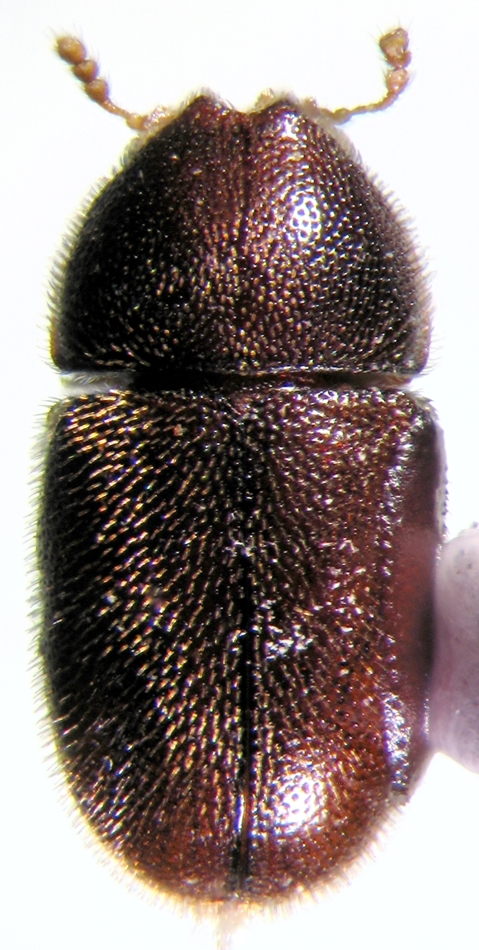
Cis chinensis Lawrence.

Há poucos registros de Ciidae como espécie-praga ou de importância econômica. Lohse & Reibnitz (1991) encontraram Cis multidentatus (Pic), uma espécie chinesa de ciídeo, infestando queijo de soja (tofu) em um restaurante da Alemanha. Madenjian et al. (1993) mencionaram três espécies como pragas de cogumelos secos comestíveis: Cis asiaticus Lawrence; Cis chinensis Lawrence; e Orthocis auriculariae Lawrence. Todas foram encontradas em embalagens de fungos provenientes da Tailândia e China, mas adquiridas em lojas de alimentos importados nos EUA (Lawrence 1991; Madenjian et al. 1993). Cis chinensis é uma praga em cultivos de fungos Ganoderma lucidum na Tailândia e na China. Esses fungos  são vulgarmente conhecidos como Ling-Zhi na China e Reishi no Japão, e são usados na alimentação e na produção de medicamentos. Cis chinensis foi recentemente encontrada no Brasil, ocorrendo em área urbana do município de Ipatinga, no estado de Minas Gerais (Lopes-Andrade 2008).
Ciídeos também podem causar prejuízos a coleções científicas. Hadreule blaisdelli (Casey) é comumente encontrada em coleções de fungos da Europa e América do Norte. Essa espécie pode ter dezenas de gerações em um mesmo corpo-de-frutificação, sem adição de água ou de nenhum outro nutriente (Klopfestein & Graves 1987). Um descuido pode, portanto, levar à contaminação de toda uma coleção.

## Pesquisas no Brasil
As primeiras coletas de besouros ciídeos no Brasil foram provavelmente conduzidas por Charles Darwin, em suas visitas ao país em 1832. As primeiras espécies brasileiras foram descritas por M. Mellié, em 1849. Contudo, o primeiro taxônomo no país a estudar esses besouros foi C.W. Friedenreich, um imigrante alemão que residia em Blumenau, Santa Catarina. Em 1881, ele descreveu o gênero Trichapus e duas espécies: Tric. pubescens; e Tric. glaber. Entretanto, o material-tipo utilizado por Friedenreich tem paradeiro desconhecido, e a validade dessas duas espécies, e do próprio gênero Trichapus, é questionável.
Já no início do século XX, alguns entomólogos se interessaram em coletar ciídeos com maior freqüência, apesar de não terem conduzido trabalhos taxonômicos sobre esses besouros. Nesse período, vale citar as coletas de Fritz Plaumann no sul do Brasil. Muitas espécies encontradas por ele nunca mais foram coletadas, e algumas já estão provavelmente extintas. Felizmente, uma boa amostra desses ciídeos foi preservada em museus do Brasil, Austrália, Inglaterra e de outros países. Costa Lima publicou a primeira foto de um ciídeo brasileiro em 1953, sendo esta, provavelmente, a mais antiga foto de Ciidae publicada no mundo. As primeiras larvas de espécies brasileiras foram descritas por Costa et al. em 1988, no livro Larvas de Coleoptera do Brasil.
As pesquisas sobre ciídeos brasileiros avançaram no início do século XXI. Uma coleção de referência foi organizada, permitindo a execução de projetos em taxonomia, ecologia, etologia, morfologia e citogenética de Ciidae.
A resolução de problemas taxonômicos, principalmente os de sinonímia, e a descrição de novos táxons irão facilitar a continuidade das pesquisas sobre ciídeos no Brasil.

## Lista de gêneros
- Acanthocis Miyatake, 1954
- Aliocis Sandoval-Gómez & Lopes-Andrade, 2015
- Apterocis Perkins, 1900
- Atlantocis Israelson, 1985
- Ceracis Mellié, 1849
- Cis Latreille, 1796
- Cisarthron Reitter, 1885
- Dichodontocis Kawanabe, 1994
- Dimerapterocis Scott, 1926
- Diphyllocis Reitter, 1885
- Dolichocis Dury, 1919
- Ennearthron Mellié, 1847
- Euxestocis Miyatake, 1954
- Falsocis Pic, 1916

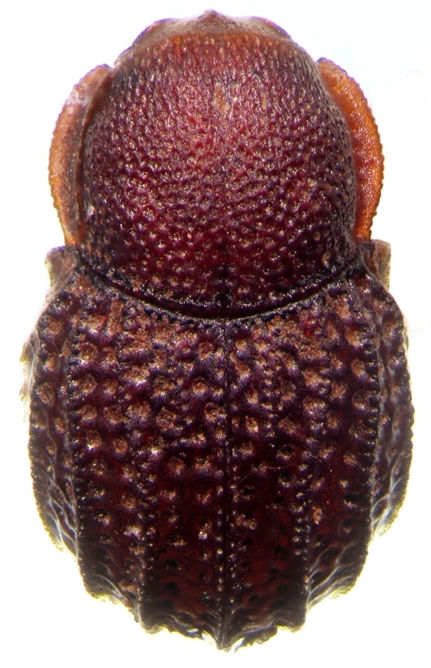
Syncosmetus japonicus Sharp (Xylographellini).

- Grossicis Antunes-Carvalho, Sandoval-Gómez & Lopes-Andrade, 2012
- Hadreule Thomson, 1859
- Hyalocis Kawanabe, 1993
- Lipopterocis Miyatake, 1954
- Malacocis Gorham, 1886
- Neoapterocis Lopes-Andrade, 2007
- Neoennearthron Miyatake, 1954
- Nipponapterocis Miyatake, 1954
- Nipponocis Nobuchi & Wada, 1955
- Octotemnus Mellié, 1847
- Odontocis Nakane & Nobuchi, 1955
- Orthocis Casey, 1898
- Paratrichapus Scott, 1926
- Paraxestocis Miyatake, 1954
- Phellinocis Lopes-Andrade & Lawrence, 2005
- Plesiocis Casey, 1898
- Polynesicis Zimmerman, 1938
- Porculus Lawrence, 1987
- Ropalodontus Mellié, 1847
- Scolytocis Blair, 1928
- Sphindocis Fall, 1917
- Strigocis Dury, 1917
- Sulcacis Dury, 1917
- Syncosmetus Sharp, 1891
- Tropicis Scott, 1926
- Wagaicis Lohse, 1964
- Xylographella Miyatake, 1985
- Xylographus Mellié, 1847